# Con la morte non si scherza
Con la morte non si scherza (Penn & Teller Get Killed) è un film statunitense del 1989 diretto da Arthur Penn.

## Trama
La coppia di illusionisti Penn & Teller ha molto successo in una trasmissione TV con numeri di macabra truculenza. Una sera Penn parlando al pubblico dichiara scherzando: ''Sarebbe emozionante che qualcuno ci minacciasse di ucciderci''. Qualcuno però prende la proposta sul serio.

## Distribuzione
Il film è uscito in Usa il 22 settembre 1989.